# Mecynorhina torquata ugandensis
Die Unterart Mecynorhina torquata ugandensis (auch Uganda-Rosenkäfer oder Afrikanischer Rosenkäfer) ist ein Käfer aus der Unterfamilie der Rosenkäfer (Cetoniinae). Er ist vor allem durch seine weite Verbreitung in der Terraristik bekannt.

Im deutschsprachigen Raum ist für die Gattung die falsche Schreibweise Mecynorrhina weit verbreitet.

## Merkmale

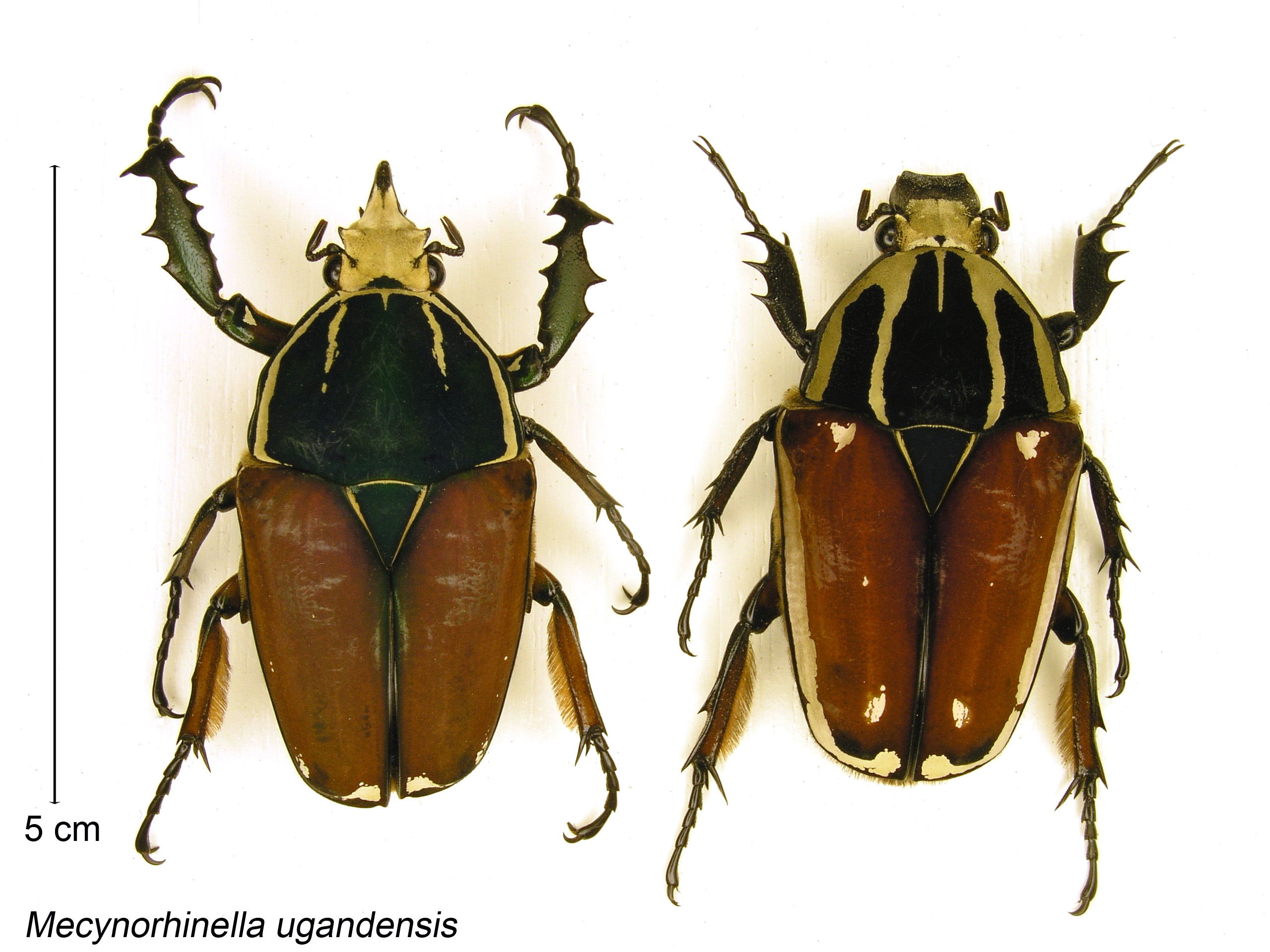
Sexualdimorphismus: links Männchen, rechts Weibchen

Es handelt sich um einen großen Rosenkäfer, Männchen werden etwa 85 mm, Weibchen 65 mm groß. Üblicherweise bleiben sie deutlich kleiner, zwischen 50 und 60 mm. Die Art weist einen ausgeprägten Sexualdimorphismus auf: Beim Männchen ist die Schiene des Vorderbeins beidseitig bedornt, außerdem verfügt es über ein Kopfhorn.

Die Färbung ist äußerst variabel.

## Vorkommen
Das Verbreitungsgebiet liegt am Albertsee und umfasst Teile von Uganda und der D.R. Kongo.

## Lebensweise
In Terrarienhaltung ernähren sich die Imagines von Früchten. Auch andere Nahrungsquellen (z. B. Baumsäfte) sind denkbar. Die Entwicklungsdauer beträgt bei gezüchteten Käfern etwas mehr als ein Jahr. Die Larven fressen weißfaules Holz und Humus.

## Sonstiges
Die Art wurde als Modellorganismus verwendet, um die Verwendung von Insekten als ferngesteuerte "Cyborg-Drohne" zu erforschen, da sie vergleichsweise viel Gewicht tragen können. In Versuchen war es auch möglich, die Käfer im Flug zu steuern. Rosenkäfer sind dazu besonders gut geeignet, da sie mit geschlossenen Elytren fliegen. Dadurch kann eine Platine auf der Oberseite angebracht werden, ohne dass der Käfer seine Flugfähigkeit verliert.